# Слободка (городской округ город Тула)
Слободка — село  в Тульской области России. 
В рамках организации местного самоуправления входит в городской округ город Тула, в рамках административно-территориального устройства — в Октябрьский сельский округ Ленинского района Тульской области.

## География
Расположено к северу от областного центра, города Тула, в 3 км к северу от посёлка Октябрьский.

## Население
| 2002 | 2010 |
| ---- | ---- |
| 865  | →865 |

## История
До 1990-х гг. село было частью Октябрьского сельского совета Ленинского района Тульской области, с 1997 года — Октябрьского сельского округа. 
В рамках организации местного самоуправления с 2006 до 2014 гг. село входило в состав сельского поселения Рождественское Ленинского района. С 2015 года входит в Зареченский территориальный округ в рамках городского округа город Тула. 